# Sega NAOMI 2
Sega NAOMI 2 es una placa de arcade creada por Sega destinada a los salones arcade.

## Descripción
El Sega NAOMI 2 fue lanzada por Sega en 2001.
A diferencia de la Sega NAOMI, esta placa posee dos procesadores Hitachi SH-4 de 128-bit RISC, corriendo a 200 MHz., y dos PowerVR 2 (PVR2DC-CLX2).
En esta placa funcionaron 13 títulos.

## Especificaciones técnicas

### Procesador
- 2 x Hitachi SH-4 128-bit RISC CPU (200 MHz 360 MIPS / 1.4 GFLOPS)
- Memoria Ram: 32 MB. 100 MHz. SDRAM

### Audio
- ARM7 Yamaha AICA 45 MHz (with internal 32-bit RISC CPU, 64 channel ADPCM) 
  - Memoria: 8 MB

### Video
- 2 x PowerVR 2 (PVR2DC-CLX2)
  - Memoria Ram: 32 MB.
  - Procesador geométrico: Videologic personalizado, chip T+L "Elan" (100 MHz.)
  - Geometría: 10 Millones de polígonos por segundo con 6 fuentes de luz
  - Características adicionales: Bump Mapping, Multiple Fog Modes, 8-bit Alpha Blending (256 levels of transparency), Mip Mapping (polygon-texture auto switch), Tri-Linear Filtering, Super Sampling for Full Scene Anti-Aliasing, Environment Mapping, and Specular Effect.

## Lista de videojuegos

### Tarjeta de ROM
- Club Kart: European Session (2001)
- Club Kart: European Session Ver.2003 (2003)
- Club Kart Prize (2003)
- King of Route 66 (2002)
- Sega Driving Simulator (2007)
- Soul Surfer (2002)
- Virtua Fighter 4 (2001)
- Virtua Fighter 4 Evolution (2002)
- Virtua Striker 3 (2001)
- Wild Riders (2001)

### GD-ROM
- Beach Spikers (2001)
- Club Kart: European Session Cycraft Edition (2004)
- Initial D Arcade Stage (2002)
- Initial D Arcade Stage Ver.2 (2002)
- Initial D Arcade Stage Ver.3 (2004)
- Initial D Arcade Stage Ver.3: Cycraft Edition (2004)
- Virtua Fighter 4 (2001)
- Virtua Fighter 4 Evolution (2002)
- Virtua Fighter 4 Final Tuned (2004)
- Virtua Striker 3 (2001)
- World Club Champion Football European Clubs 2004-2005 (2004)
- World Club Champion Football European Clubs 2005-2006 (2005)
- World Club Champion Football Serie A 2001-2002 (2002)
- World Club Champion Football Serie A 2002-2003 (2003)